# Mojżesz Etiopczyk
Mojżesz Etiopczyk, także Mojżesz Nubijczyk, Mojżesz Rabuś, Mojżesz Czarny, Mojżesz Murzyn (ur. 330, zm. 405) – chrześcijański mnich, jeden z ojców pustyni prowadzący życie ascetyczne w Sketis. 

## Życiorys
Według tradycji pochodził z Etiopii i był niewolnikiem. Wygnany przez swojego pana z powodu złego zachowania, założył bandę rozbójniczą i przez kilka lat prowadził życie przestępcze. Następnie doznał nawrócenia i udał się na pustynię, by poprzez ascezę odpokutować za wcześniejsze grzechy. Został uczniem mnicha Izydora. Według żywotów stale pościł i nieustannie się modlił, zaś namiętności zwalczył dopiero wtedy, gdy zaczął nocami obchodzić pustelnie innych mnichów i dostarczać im wodę. Znanych jest osiemnaście apoftegmatów przypisywanych Mojżeszowi. Na tle innych współczesnych mu ojców pustyni Mojżesz wyróżniał się prostotą i serdecznością.
Po wielu latach życia pustelniczego Mojżesz został wyświęcony na diakona, a następnie na kapłana. Przez kolejne piętnaście lat służył jako kapłan, zgromadził wokół siebie wspólnotę 75 uczniów. W wieku 75 lat został zamordowany w czasie napadu Berberów na Sketes, razem z sześcioma mnichami, którzy postanowili zostać razem z nim w monasterze. Żywoty przypisują świętemu, iż przewidział napad i umożliwił innym uczniom odejście, sam zaś odmówił ratowania życia. Według innej wersji Mojżesz zmarł śmiercią naturalną; m.in. Palladiusz z Galacji, odnotowując śmierć mnicha, nie wspomniał o tym, by Mojżesz został zabity. 